# GP La Marseillaise 1997
De 18e editie van de GP La Marseillaise werd gehouden op 4 februari 1997 in Frankrijk. De wielerwedstrijd ging over 141 kilometer en werd gewonnen door de Fransman Richard Virenque gevolgd door Gilles Bouvard en Ján Svorada.

## Uitslag
| GP La Marseillaise 1997 |                  |                            |          |
| Plaats                  | Naam             | Ploeg                      | Tijd     |
| Winnaar                 | Richard Virenque | Festina-Lotus              | 3u24'29" |
| 2                       | Gilles Bouvard   | Festina-Lotus              | +7'03"   |
| 3                       | Ján Svorada      | Mapei-GB                   | z.t.     |
| 4                       | Elio Aggiano     | Refin-Mobilvetta           | z.t.     |
| 5                       | Servais Knaven   | TVM-Farm Frites            | z.t.     |
| 6                       | Yvon Ledanois    | GAN                        | z.t.     |
| 7                       | Dominique Bozzi  | Casino                     | z.t.     |
| 8                       | Rolf Järmann     | Casino                     | +9'30"   |
| 9                       | Rodolfo Massi    | Casino                     | z.t.     |
| 10                      | Laurent Pillon   | Mutuelle de Seine-et-Marne | +15'13"  |

1980 · 1981 · 1982 · 1983 · 1984 · 1985 · 1986 · 1987 · 1988 · 1989 · 1990 · 1991 · 1992 · 1993 · 1994 · 1995 · 1996 · 1997 · 1998 · 1999 · 2000 · 2001 · 2002 · 2003 · 2004 · 2005 · 2006 · 2007 · 2008 · 2009 · 2010 · 2011 · 2012 · 2013 · 2014 · 2015 · 2016 · 2017 · 2018 · 2019 · 2020 · 2021 · 2022 · 2023 · 2024 · 2025